# Thomas Madsen-Mygdal
Thomas Madsen-Mygdal (24 de Dezembro de 1876 - 23 de Fevereiro de 1943) foi um político da Dinamarca. Ocupou o cargo de primeiro-ministro da Dinamarca.